# Abborrtjärnen (Stöde socken, Medelpad, 692418-154807)
Abborrtjärnen är en sjö i Sundsvalls kommun i Medelpad som ingår i Ljungans huvudavrinningsområde. Sjön är 9,2 meter djup, har en yta på 0,105 kvadratkilometer och är belägen 336,4 meter över havet. Sjön avvattnas av vattendraget Lars-Andersbäcken.

## Delavrinningsområde
Abborrtjärnen ingår i det delavrinningsområde (692347-154802) som SMHI kallar för Mynnar i Stödesjön. Medelhöjden är 306 meter över havet och ytan är 4,84 kvadratkilometer. Det finns inga avrinningsområden uppströms utan avrinningsområdet är högsta punkten. Lars-Andersbäcken som avvattnar avrinningsområdet har biflödesordning 2, vilket innebär att vattnet flödar genom totalt 2 vattendrag innan det når havet efter 49 kilometer. Avrinningsområdet består mestadels av skog (93 procent). Avrinningsområdet har 0,11 kvadratkilometer vattenytor vilket ger det en sjöprocent på 2,2 procent.